# Chambre des représentants (Trinité-et-Tobago)
Pour les autres articles nationaux ou selon les autres juridictions, voir Chambre des représentants.
13e législature
Maison rouge (en)
La Chambre des représentants (en anglais : House of Representatives) est la chambre basse du parlement bicaméral de Trinité-et-Tobago.

## Système électoral
La Chambre des représentants est composée de 41 sièges pourvus pour cinq ans au scrutin uninominal majoritaire à un tour dans autant de circonscriptions. Le président de la chambre peut éventuellement être choisi en dehors de ses membres, auquel cas il en devient membre ex officio.
La chambre est auparavant composée de 36 sièges depuis les premières élections ayant suivi l'indépendance dans les années soixante. En 2001 cependant, les élections donnèrent lieu à un parlement sans majorité, les deux principaux partis ayant remporté chacun dix-huit sièges. Des élections anticipées sont organisées l'année suivante, après quoi le nombre de sièges est augmenté à un nombre impair, 41, de manière qu'un tel blocage ne se reproduise plus,.

## Pouvoirs
La Chambre vote les lois avec le Sénat. En accord avec un régime de type parlementaire, elle accorde sa confiance au gouvernement qu'elle peut renverser et qui peut, avec l'accord du président de la République la dissoudre.